# Atletica leggera ai XIX Giochi del Commonwealth
Le gare di atletica leggera dei XIX Giochi del Commonwealth si sono disputate al Jawaharlal Nehru Stadium di Nuova Delhi, in India, dal 6 al 14 ottobre 2010.

## Podi

### Uomini
| Specialità                 | Oro                                                                     | Risultato         | Argento                                                                        | Risultato        | Bronzo                                                                                        | Risultato       |
| -------------------------- | ----------------------------------------------------------------------- | ----------------- | ------------------------------------------------------------------------------ | ---------------- | --------------------------------------------------------------------------------------------- | --------------- |
| 100 m piani                | Lerone Clarke                                                           | 10"12             | Mark Lewis-Francis                                                             | 10"20            | Aaron Armstrong                                                                               | 10"24           |
| 200 m piani                | Leon Baptiste                                                           | 20"45             | Lansford Spence                                                                | 20"49            | Christian Malcolm                                                                             | 20"52           |
| 400 m piani                | Mark Mutai                                                              | 45"44             | Sean Wroe                                                                      | 45"46            | Ramon Miller                                                                                  | 45"55           |
| 800 m piani                | Boaz Kiplagat Lalang                                                    | 1'46"60           | Richard Kiplagat                                                               | 1'46"95          | Abraham Kiplagat                                                                              | 1'47"37         |
| 1500 m piani               | Silas Kiplagat                                                          | 3'41"78           | James Magut                                                                    | 3'42"27          | Nick Willis                                                                                   | 3'42"38         |
| 5000 m piani               | Moses Ndiema Kipsiro                                                    | 13'31"25          | Eliud Kipchoge                                                                 | 13'31"32         | Mark Kiptoo                                                                                   | 13'32"58        |
| 10000 m piani              | Moses Ndiema Kipsiro                                                    | 27'57"39          | Daniel Lemashon Salel                                                          | 27'57"57         | Joseph Birech                                                                                 | 27'58"58        |
| 110 m ostacoli             | Andy Turner                                                             | 13"38             | William Sharman                                                                | 13"50            | Lawrence Clarke                                                                               | 13"70           |
| 400 m ostacoli             | David Greene                                                            | 48"52             | L.J. van Zyl                                                                   | 48"63            | Rhys Williams                                                                                 | 49"19           |
| 3000 m siepi               | Richard Mateelong                                                       | 8'16"52           | Ezekiel Kemboi                                                                 | 8'18"63          | Brimin Kipruto                                                                                | 8'19"19         |
| Staffetta 4×100 m          | Inghilterra Ryan Scott Leon Baptiste Marlon Devonish Mark Lewis-Francis | 38"74             | Giamaica Lerone Clarke Lansford Spence Rasheed Dwyer Remaldo Rose Steve Slowly | 38"79            | India Rahamatulla Molla Suresh Sathya Shameer Naseema Manzile Md Abdul Najeeb Qureshi         | 38"89           |
| Staffetta 4×400 m          | Australia Joel Milburn Kevin Moore Brendan Cole Sean Wroe Ben Offereins | 3'03"30           | Kenya Vincent Koskei Vincent Kiilo Anderson Mutegi Mark Mutai                  | 3'03"84          | Inghilterra Conrad Williams Nick Leavey Richard Yates Robert Tobin David Hughes Graham Hedman | 3'03"97         |
| Maratona                   | John Kelai                                                              | 2h14'35"          | Michael Shelley                                                                | 2h15'28"         | Amos Tirop Matui                                                                              | 2h15'58"        |
| Marcia 20 km               | Jared Tallent                                                           | 1h22'18"          | Luke Adams                                                                     | 1h22'41"         | Harminder Singh                                                                               | 1h23'27"        |
| Salto in alto              | Donald Thomas                                                           | 2,32 m            | Trevor Barry                                                                   | 2,29 m           | Kabelo Kgosiemang                                                                             | 2,26 m          |
| Salto con l'asta           | Steve Hooker                                                            | 5,60 m            | Steven Lewis                                                                   | 5,60 m           | Max Eaves                                                                                     | 5,40 m          |
| Salto in lungo             | Fabrice Lapierre                                                        | 8,30 m            | Greg Rutherford                                                                | 8,22 m           | Ignisious Gaisah                                                                              | 8,12 m          |
| Salto triplo               | Tosin Oke                                                               | 17,16 m           | Hugo Mamba-Schlick                                                             | 17,14 m          | Renjith Maheswary                                                                             | 17,07 m         |
| Getto del peso             | Dylan Armstrong                                                         | 21,02 m           | Dorian Scott                                                                   | 20,19 m          | Dale Stevenson                                                                                | 19,99 m         |
| Lancio del disco           | Benn Harradine                                                          | 65,45 m           | Vikas Gowda                                                                    | 63,69 m          | Carl Myerscough                                                                               | 60,64 m         |
| Lancio del martello        | Chris Harmse                                                            | 73,12 m           | Alex Smith                                                                     | 72,95 m          | Mike Floyd                                                                                    | 69,34 m         |
| Lancio del giavellotto     | Jarrod Bannister                                                        | 81,71 m           | Stuart Farquhar                                                                | 78,15 m          | Kashinath Naik                                                                                | 74,29 m         |
| Decathlon                  | Jamie Adjetey-Nelson                                                    | 8070 p.           | Brent Newdick                                                                  | 7899 p.          | Martin Brockman                                                                               | 7712 p.         |
| Gare paralimpiche          |                                                                         |                   |                                                                                |                  |                                                                                               |                 |
| 100 m piani (T46)          | Simon Patmore                                                           | 11"14             | Samkelo Radebe                                                                 | 11"25            | Ayuba Abdullahi                                                                               | 11"37           |
| 1500 m piani (T54)         | Kurt Fearnley                                                           | 3'19"86           | Richard Colman                                                                 | 3'20"90          | Josh Cassidy                                                                                  | 3'21"14         |
| Getto del peso (F32/34/52) | Kyle Pettey                                                             | 1021 p. (11,44 m) | Dan West                                                                       | 969 p. (10,78 m) | Hamish MacDonald                                                                              | 889 p. (9,92 m) |

### Donne
| Specialità                    | Oro                                                                                | Risultato        | Argento                                                                        | Risultato       | Bronzo                                                                    | Risultato       |
| ----------------------------- | ---------------------------------------------------------------------------------- | ---------------- | ------------------------------------------------------------------------------ | --------------- | ------------------------------------------------------------------------- | --------------- |
| 100 m piani                   | Natasha Mayers                                                                     | 11"37            | Katherine Endacott                                                             | 11"44           | Delphine Atangana                                                         | 11"48           |
| 200 m piani                   | Cydonie Mothersille                                                                | 22"89            | Abiodun Oyepitan                                                               | 23"26           | Adrienne Power                                                            | 23"52           |
| 400 m piani                   | Amantle Montsho                                                                    | 50"10            | Aliann Pompey                                                                  | 51"65           | Christine Amertil                                                         | 51"96           |
| 800 m piani                   | Nancy Langat                                                                       | 2'00"01          | Nikki Hamblin                                                                  | 2'00"05         | Diane Cummins                                                             | 2'00"13         |
| 1500 m piani                  | Nancy Langat                                                                       | 4'05"26          | Nikki Hamblin                                                                  | 4'05"97         | Stephanie Twell                                                           | 4'06"15         |
| 5000 m piani                  | Vivian Cheruiyot                                                                   | 15'55"12         | Sylvia Kibet                                                                   | 15'55"61        | Ines Chenonge                                                             | 16'02"47        |
| 10000 m piani                 | Grace Momanyi                                                                      | 32'34"11         | Doris Changeywo                                                                | 32'36"97        | Kavita Raut                                                               | 33'05"28        |
| 100 m ostacoli                | Sally Pearson                                                                      | 12"67            | Angela Whyte                                                                   | 12"98           | Andrea Miller                                                             | 13"25           |
| 400 m ostacoli                | Muizat Ajoke Odumosu                                                               | 55"28            | Eilidh Child                                                                   | 55"62           | Nickiesha Wilson                                                          | 56"06           |
| 3000 m siepi                  | Milcah Cheywa                                                                      | 9'40"96          | Mercy Wanjiru Njoroge                                                          | 9'41"54         | Gladys Jerotich Kipkemoi                                                  | 9'52"51         |
| Staffetta 4×100 m             | Inghilterra Katherine Endacott Montell Douglas Laura Turner Abiodun Oyepitan       | 44"19            | Ghana Rosina Amenebede Elizabeth Amolofo Beatrice Gyaman Janet Amponsah        | 45"24           | India Geetha Saati Srabani Nanda P. K. Priya H. M. Jyothi                 | 45"25           |
| Staffetta 4×400 m             | India Manjeet Kaur Sini Jose Ashwini Akkunji Mandeep Kaur Jauna Murmu Chitra Soman | 3'27"77          | Inghilterra Kelly Massey Vicki Barr Meghan Beesley Nadine Okyere Joice Maduaka | 3'29"51         | Canada Amonn Nelson Adrienne Power Vicki Tolton Carline Muir Ruky Abdulai | 3'30"20         |
| Maratona                      | Irene Jerotich                                                                     | 2h34'30"         | Irene Mogaka                                                                   | 2h34'43"        | Lisa Weightman                                                            | 2h35'25"        |
| Marcia 20 km                  | Johanna Jackson                                                                    | 1h34'22"         | Claire Tallent                                                                 | 1h36'55"        | Grace Njue                                                                | 1h37'49"        |
| Salto in alto                 | Nicole Forrester                                                                   | 1,91 m           | Sheree Francis                                                                 | 1,88 m          | Levern Spencer                                                            | 1,88 m          |
| Salto con l'asta              | Alana Boyd                                                                         | 4,40 m           | Mariánna Zaharíadi                                                             | 4,40 m          | Kate Dennison Carly Dockendorf Kelsie Hendry                              | 4,25 m          |
| Salto in lungo                | Alice Falaiye                                                                      | 6,50 m           | Prajusha Maliakkal                                                             | 6,47 m          | Tabia Charles                                                             | 6,44 m          |
| Salto triplo                  | Trecia Smith                                                                       | 14,19 m          | Ayanna Alexander                                                               | 13,91 m         | Tabia Charles                                                             | 13,84 m         |
| Getto del peso                | Valerie Adams                                                                      | 20,47 m          | Cleopatra Borel-Brown                                                          | 19,03 m         | Margaret Satupai                                                          | 16,43 m         |
| Lancio del disco              | Krishna Poonia                                                                     | 61,51 m          | Harwant Kaur                                                                   | 60,16 m         | Seema Antil                                                               | 58,46 m         |
| Lancio del martello           | Sultana Frizell                                                                    | 68,57 m          | Carys Parry                                                                    | 64,93 m         | Zoe Derham                                                                | 64,04 m         |
| Lancio del giavellotto        | Sunette Viljoen                                                                    | 62,34 m          | Kimberley Mickle                                                               | 60,90 m         | Justine Robbeson                                                          | 60,03 m         |
| Eptathlon                     | Louise Hazel                                                                       | 6156 p.          | Jessica Zelinka                                                                | 6100 p.         | Grace Clements                                                            | 5819 p.         |
| Gare paralimpiche             |                                                                                    |                  |                                                                                |                 |                                                                           |                 |
| 100 m piani (T37)             | Katrina Hart                                                                       | 14"36            | Jenny McLoughlin                                                               | 14"68           | Johanna Benson                                                            | 14"81           |
| 1500 m piani (T54)            | Diane Roy                                                                          | 3'53"95          | Chineme Obeta                                                                  | 4'09"29         | Anita Fordjour                                                            | 4'18"83         |
| Getto del peso (F32-34/52/53) | Louise Ellery                                                                      | 1110 p. (6,17 m) | Jess Hamill                                                                    | 979 p. (7,17 m) | Gemma Prescott                                                            | 952 p. (5,54 m) |

## Medagliere
| Pos.   | Paese                     | Oro | Argento | Bronzo | Totale |
| ------ | ------------------------- | --- | ------- | ------ | ------ |
| 1      | Kenya                     | 11  | 10      | 8      | 29     |
| 2      | Australia                 | 11  | 6       | 3      | 20     |
| 3      | Inghilterra               | 7   | 9       | 10     | 26     |
| 4      | Canada                    | 7   | 2       | 8      | 17     |
| 5      | Giamaica                  | 2   | 4       | 1      | 7      |
| 6      | India                     | 2   | 3       | 7      | 12     |
| 7      | Nigeria                   | 2   | 3       | 1      | 6      |
| 8      | Sudafrica                 | 2   | 2       | 1      | 5      |
| 9      | Uganda                    | 2   | 0       | 0      | 2      |
| 10     | Nuova Zelanda             | 1   | 5       | 8      | 14     |
| 11     | Galles                    | 1   | 2       | 2      | 5      |
| 12     | Bahamas                   | 1   | 1       | 1      | 3      |
| 13     | Botswana                  | 1   | 0       | 1      | 2      |
| 14     | Isole Cayman              | 1   | 0       | 0      | 1      |
| 14     | Saint Vincent e Grenadine | 1   | 0       | 0      | 1      |
| 16     | Trinidad e Tobago         | 0   | 2       | 1      | 3      |
| 17     | Ghana                     | 0   | 1       | 2      | 3      |
| 18     | Camerun                   | 0   | 1       | 1      | 2      |
| 18     | Scozia                    | 0   | 1       | 1      | 2      |
| 20     | Cipro                     | 0   | 1       | 0      | 1      |
| 21     | Guyana                    | 0   | 0       | 1      | 1      |
| 21     | Namibia                   | 0   | 0       | 1      | 1      |
| 21     | Saint Lucia               | 0   | 0       | 1      | 1      |
| 21     | Samoa                     | 0   | 0       | 1      | 1      |
| Totale | Totale                    | 52  | 53      | 54     | 159    |